# Divine (film)
Divine (Divine) è un film del 1935 diretto da Max Ophüls.
L'attrice Gina Manès fu chiamata in sostituzione di Edith Méra, morta prematuramente all' inizio delle riprese, per il ruolo di Dora.

## Trama
Una ragazza di campagna inizia a lavorare come corista a Parigi e poi trova il vero amore con un bel lattaio.